# Karl Ferdinand Braun

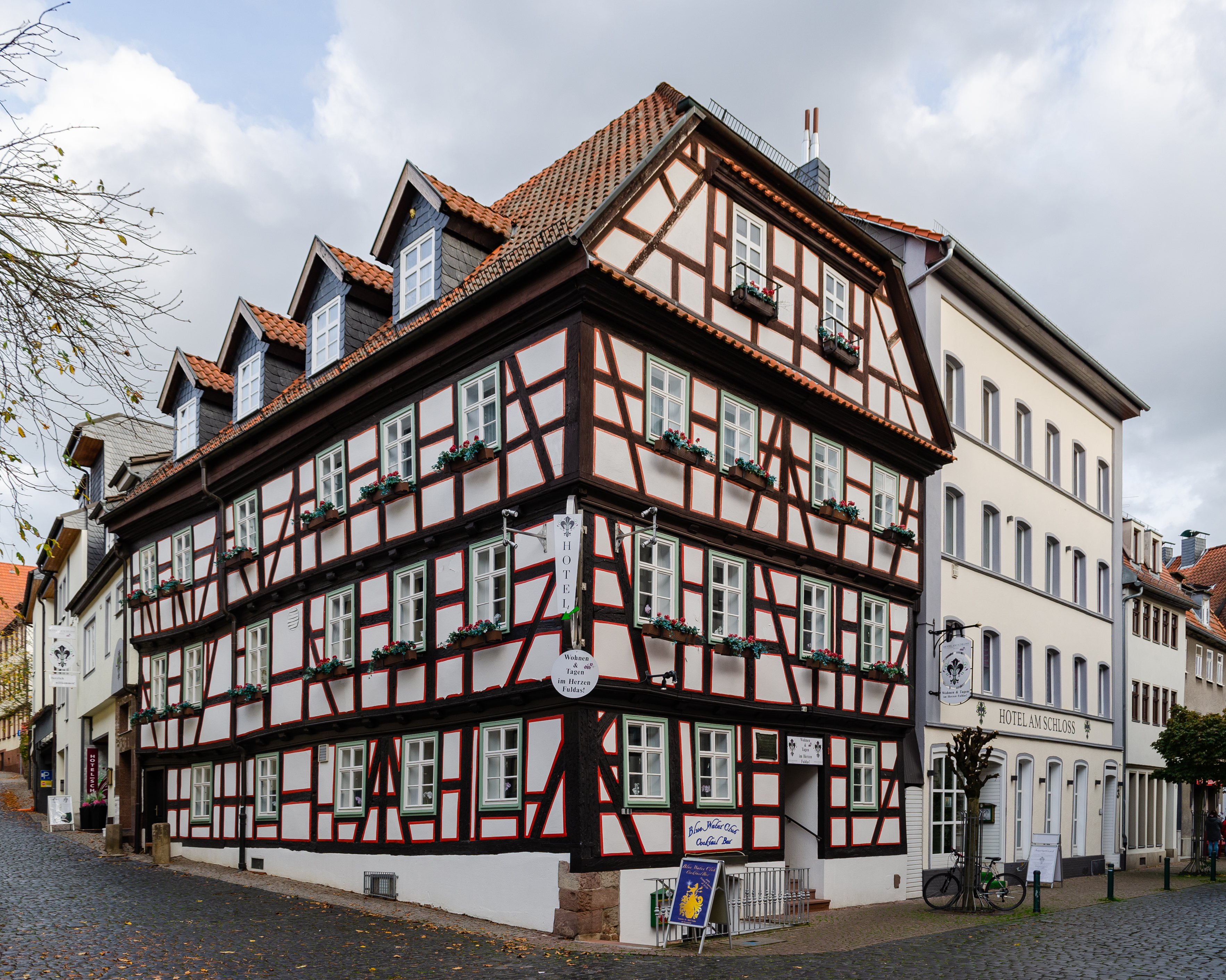
Zijn geboorteplaats in Fulda

Karl Ferdinand Braun (Fulda, 6 juni 1850 – New York, 20 april 1918) was een Duits natuurkundige. In 1909 won hij de Nobelprijs voor de Natuurkunde voor zijn bijdragen aan de ontwikkelingen van de draadloze telegrafie. Hij deelde de prijs met Guglielmo Marconi. Braun was ook medeoprichter van Telefunken.

## Opleiding
Braun was de zoon van Konrad en Franziska Gohring Braun. Hij doorliep het gymnasium in Fulda en studeerde daarna vanaf 1868 aan de universiteit van Marburg wiskunde en natuurwetenschappen. In 1869 vertrok hij naar Berlijn, waar hij in het privé-laboratorium van Heinrich Gustav Magnus mocht werken, een grote eer. Na Magnus' dood in 1870 zette hij zijn werk voort onder leiding van Georg Hermann Quincke en in 1872 promoveerde hij op een proefschrift over de trillingen van elastische snaren.

## Loopbaan
Wegens geldgebrek nam Braun een baan als leraar natuurwetenschappen en wiskunde aan de Thomasschule in Leipzig. Daar ontdekte hij ook dat de elektrische weerstand in bepaalde kristallen niet aan de wet van Ohm voldoet. Hij kon dit niet verklaren, wat niet verbazend is, omdat voor een goede verklaring de kwantummechanica nodig is.
In 1877 werd hij tot buitengewoon hoogleraar theoretische natuurkunde benoemd in Marburg. In 1880 kreeg hij een vergelijkbare positie in Straatsburg en in 1883 werd hij hoogleraar natuurkunde in Karlsruhe. Via een tussenstop in  Tübingen, in 1887, kwam hij uiteindelijk, in 1895 weer in Straatsburg terecht, waar hij hoogleraar en directeur van het natuurkundig instituut werd.
Braun was populair bij zijn studenten; hij kon goed uitleggen en was een meester in het spectaculaire (demonstratie-)experiment. Naast een succesvol leerboek (Der junge Mathematiker und Naturforscher) schreef hij ook veelvuldig voor het satirische tijdschrift Fliegende Blätter. Bijzonder succesvolle studenten van Braun waren Jonathan Zenneck en Leonid Mandelstam.

## Wetenschappelijk werk
Brauns werk stond in het teken van de praktische toepassing van de elektromagnetische en kathodestralen (dit waren in feite elektronen). In 1897 construeerde hij de eerste kathodestraalbuis (in Duitsland spreekt men nog steeds vaak van de "Braunbuis") en daarmee de eerste oscilloscoop. De kathodestraalbuis was tot voor kort ook een onmisbaar onderdeel van de televisie.
Braun interesseerde zich ook voor telegrafie (de voorloper van de radio). Hij ontwierp een radio-ontvanger op basis van een kristaldetector, die ten opzichte van de daarvoor gebruikelijke ontvangers een grote verbetering was. Ook radiozenders wist hij enorm te verbeteren; met de maanden nam het bereik van radiozenders toe van 20 kilometer tot het in 1901 groot genoeg was om het Marconi mogelijk te maken een verbinding tussen Engeland en Noord-Amerika tot stand te brengen. Braun hield zich ook bezig met het beter richten van de uitzending op de ontvanger.
Samen met Marconi kreeg hij in 1909 de Nobelprijs voor hun gezamenlijke werk bij de ontwikkeling van draadloze telegrafie. De bijdragen van Braun zijn een beetje vervaagd door die van Marconi. De reden was de grote persoonlijke verschillen tussen de twee mannen. In tegenstelling tot Marconi vermeed Braun de publiciteit en zocht geen persoonlijke erkenning voor zijn werk. Voor hem was het slechts een van de vele bijdragen aan de wetenschap.

## Telefunken
Braun was een van de oprichters van Funkentelegrafie GmbH in Keulen (1898) en van het Gesellschaft für drahtlose Telegrafie Telefunken in Berlijn (1903). Telefunken stuurde hem op 64-jarige leeftijd en in niet al te beste gezondheid naar New York wegens een conflict met Marconi over een zendstation aldaar. Terwijl hij in New York was, besloten de Verenigde Staten tot deelname aan de Eerste Wereldoorlog en als gevolg daarvan kon hij niet meer terug naar Duitsland (immers de vijand). Hij woonde verder relatief ongestoord bij zijn zoon in Brooklyn, tot hij in 1918 overleed aan de gevolgen van een ongeval.
- Bibsys: 90599821
- Bibliothèque nationale de France: cb10747104j (data)
- Gemeinsame Normdatei: 118673424
- International Standard Name Identifier: 0000 0000 7140 4900
- Library of Congress Control Number: n81020104
- MusicBrainz: c9bf1ea2-b4ff-4324-ac30-04ced26ecf7c
- Mathematics Genealogy Project: 124194
- Nationale Bibliotheek van Tsjechië: ola2002153771
- Nationale Bibliotheek van Israël: 987007272306305171
- Nederlandse Thesaurus van Auteursnamen: 29877254X
- LIBRIS: 237494
- SNAC: w62263td
- Système universitaire de documentation: 083852646
- Virtual International Authority File: 13101132
- WorldCat: E39PBJtMhyMwhJVxXBjFd7F9Xd